# Теорема про булеві прості ідеали
Теорема про Булеві прості ідеали в теорії порядку стверджує, що ідеали в булевій алгебрі можуть бути розширені до простих ідеалів.
Так як в теорії порядку більшість понять є двоїстими, і двоїстим до ідеала є фільтр, то аналогічне твердження для фільтрів називається — лема про ультрафільтри.
Існують аналогічні формулювання і для інших алгебраїчних структур, наприклад, для кілець та їх простих ідеалів (в теорії кілець).
Всі ці формулювання не можуть бути доведені в рамках аксіом теорії множин Цермело-Френцеля (ZF).
В рамках ZFC деякі з них еквівалентні аксіомі вибору (AC), а саме теорема про Булеві прості ідеали (BPI) — є набагато слабшою за AC.

## Лема про ультрафільтр
Лема: 
Довільний фільтр на множині є підмножиною деякого ультрафільтра (максимального фільтра) на цій множині. (В ZFC лема еквівалентна AC).
Це історично перше з усіх формулювань.

## Теореми про прості ідеали
Враховуючи, що:
- Фільтр на множині є фільтром в булевій алгебрі утвореній булеаном цієї множини (див. представлення булевих алгебр).
- Для булевої алгебри поняття максимального фільтру та простого фільтру збігаються.
- Ідеал — це направлена нижня множина. Ідеал стає фільтром і навпаки, якщо замінити порядок на двоїстий до нього.

Перефразуємо лему про ультрафільтр та отримаємо, теорему:
Довільний ідеал булеана є підмножиною простого ідеала.
Ця теорема узагальнюється на різні алгебраїчні структури. Якщо в них мова йде про прості ідеали, то її позначають PIT, а якщо про максимальні — MIT.
Зазвичай версії MIT строгіші зі версії PIT.

## Теорема про прості булеві ідеали
Якщо B  — булева алгебра,  I — деякий її ідеал, та F — її фільтр, такий що I та F не перетинаються (не мають спільних елементів).
Тоді I міститься в деякому простому ідеалі B, що не перетинається з F.

## Узагальнення для деяких ґраток
Теорема також справедлива для дистрибутивних ґраток та імплікативних ґраток. Але для них максимальні та прості ідеали не збігаються, тому:
- MIT для них еквівалентна AC.
- PIT для дистрибутивних ґраток еквівалентна BPI.
- Імплікативна ґратка не є самодвоїстою, тому для неї існують дві теореми.
  - MIT для дуальних понять імплікативних ґраток еквівалентна BPI.